# Света Марина (Бресница)
„Света Великомъченица Марина“ (на сръбски: Храм Св. великомученице Марине) е православна църква във вранското село Бресница, югоизточната част на Сърбия. Част е от Вранската епархия на Сръбската православна църква.
Църквата е гроищен храм. Издигната е в 1906 година на основите на средновековна църква. На плоча над входа на притвора пише: „ХРАМ СВЕТЕ ВЕЛИКОМУЧЕНИЦЕ МАРИНЕ ОБНОВЉЕН НА РУШЕВИНАМА ИЗ ДОБА СЛАВНИХ НЕМАЊИЋА 1906. Г. ОСВЕЋЕН 17. ЈУЛА 1913. Г. ВЛАДИКА ДОСИТЕЈ ОБНОВИЛИ ПОБОЖНИ ХРИШЋАНИ СЕЉАНИ БРЕСНИЦЕ РАНУТОВЦА И ОКОЛИНЕ“. От 2003 до 2015 година храмът е цялстно обновен. В 2004 година е изградена камбанария.
На иконостаса има 43 икона. Иконите са дело на галичкия майстор Теофан Буджароски.